# Fuente Wittelsbacher

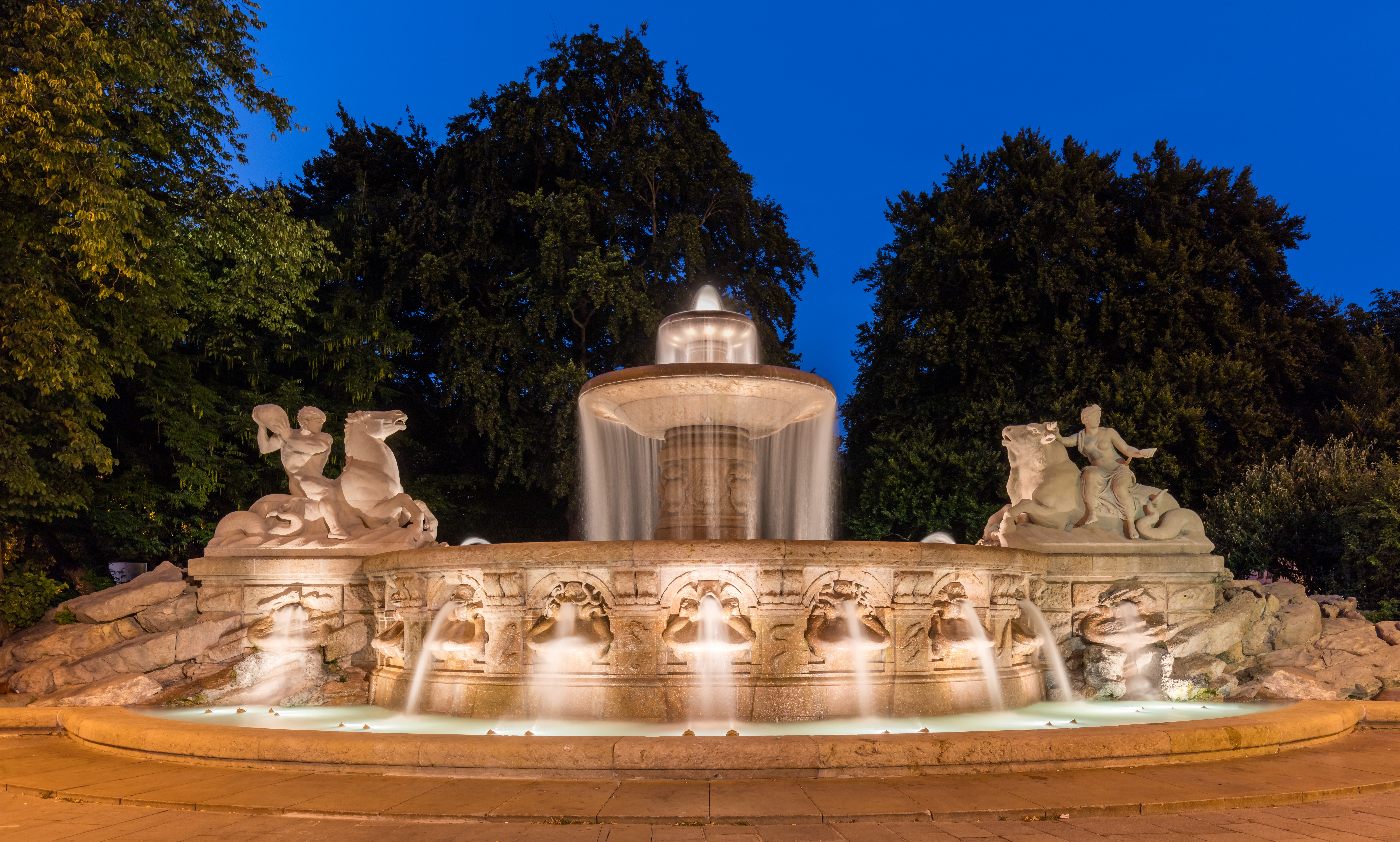
Vista frontal.

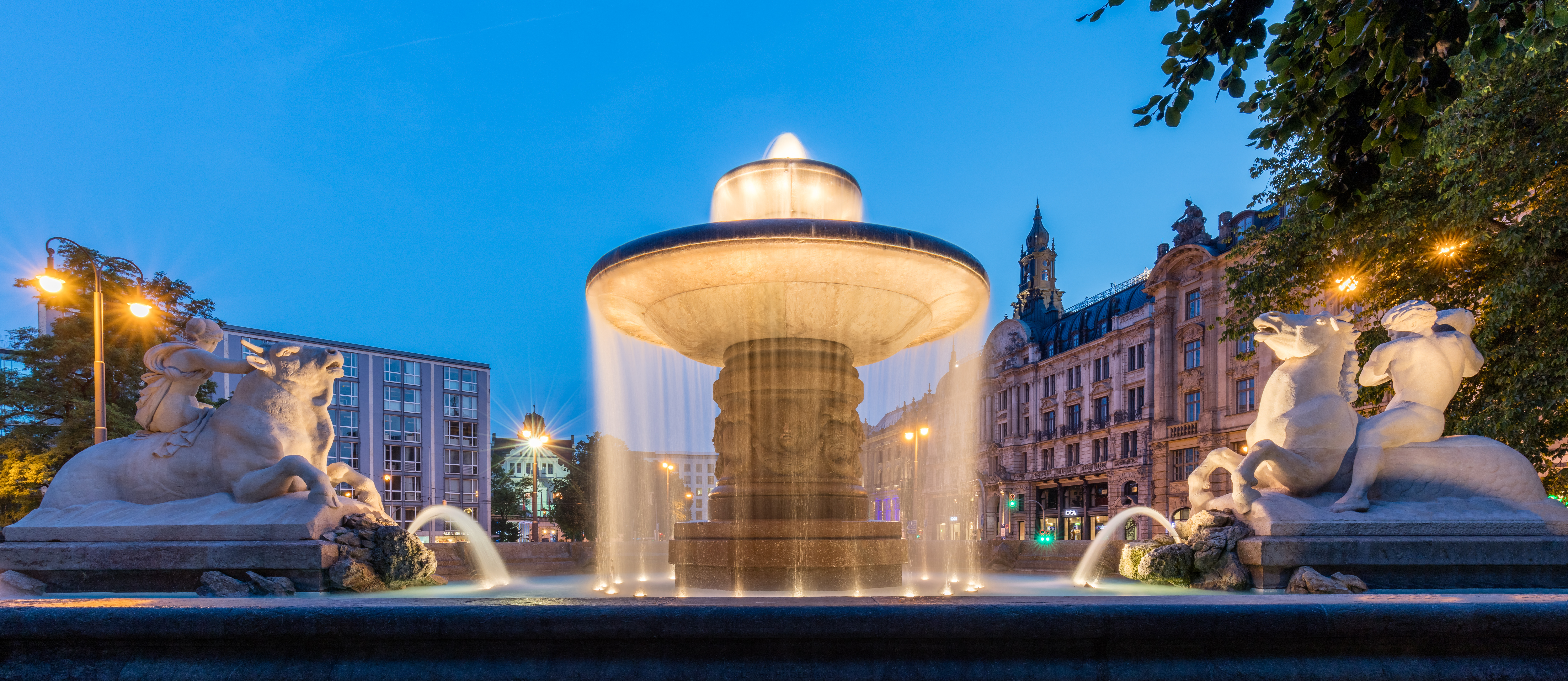
Vista opuesta.

La fuente Wittelsbacher es una fuente monumental de estilo neoclásico situada en el tránsito de Lenbachplatz para Maximiliansplatz en el centro de Múnich, Baviera, Alemania. Se construyó entre 1893 y 1895, según un diseño del escultor Adolf von Hildebrand, que contó con la ayuda del escultor Erwin Kurz. Tanto por su diseño sereno y claro como por su ubicación en la trama urbana, la fuente se considera una de las instalaciones artísticas más destacadas de la capital de Baviera.

## Historia
Fue donada por el municipio de Múnich, que quería honrar la finalización de una nueva tubería de alta presión desde el valle de Mangfall para abastecer de agua potable a los ciudadanos en 1883. En 1889, el municipio convocó un concurso para el diseño de la fuente, del que salieron los bocetos de Hildebrand como diseño ganador. Sin embargo, la adjudicación del contrato estaba vinculada a la condición de que Hildebrand trasladara su residencia a Múnich. Tras casi dos años de trabajo con la ayuda del escultor Erwin Kurz, la fuente se inauguró el 12 de junio de 1895.
Para Hildebrand, la fuente de Wittelsbach fue la primera de una serie de cinco fuentes urbanas monumentales. Posteriormente se construyeron otras fuentes y otros edificios en Múnich.
Durante los ataques aéreos a Múnich en la Segunda Guerra Mundial, la fuente sufrió graves daños y, tras el final de la guerra, fue restaurada por el escultor y alumno de Hildebrand Theodor Georgii. El 3 de octubre de 1952, la fuente volvió a funcionar.
No se debe confundir el Wittelsbacher Brunnen de la plaza Lenbach con la fuente monumental del mismo nombre en el patio de la Residencia.

## Arquitectura
La planta de la fuente es una cuenca cerrada de 25 metros de ancho. Tiene la forma de un semicírculo, que se curva hacia la plaza y se retrae en la parte posterior, y dos rectángulos que prolongan la cuenca a ambos lados. La cuenca principal se eleva en forma de un estilizado paisaje rocoso. En ella hay un cuenco de piedra caliza de dos pisos en relieve.
La fuente representa las fuerzas del elemento agua, con la alegoría de la destrucción a la izquierda y la fuerza de la bendición a la derecha.

## Operación/iluminación
La fuente está iluminada permanentemente por un sistema eléctrico de iluminación artística, que solamente es apagado si el día en particular está soleado.

## Galería de imágenes

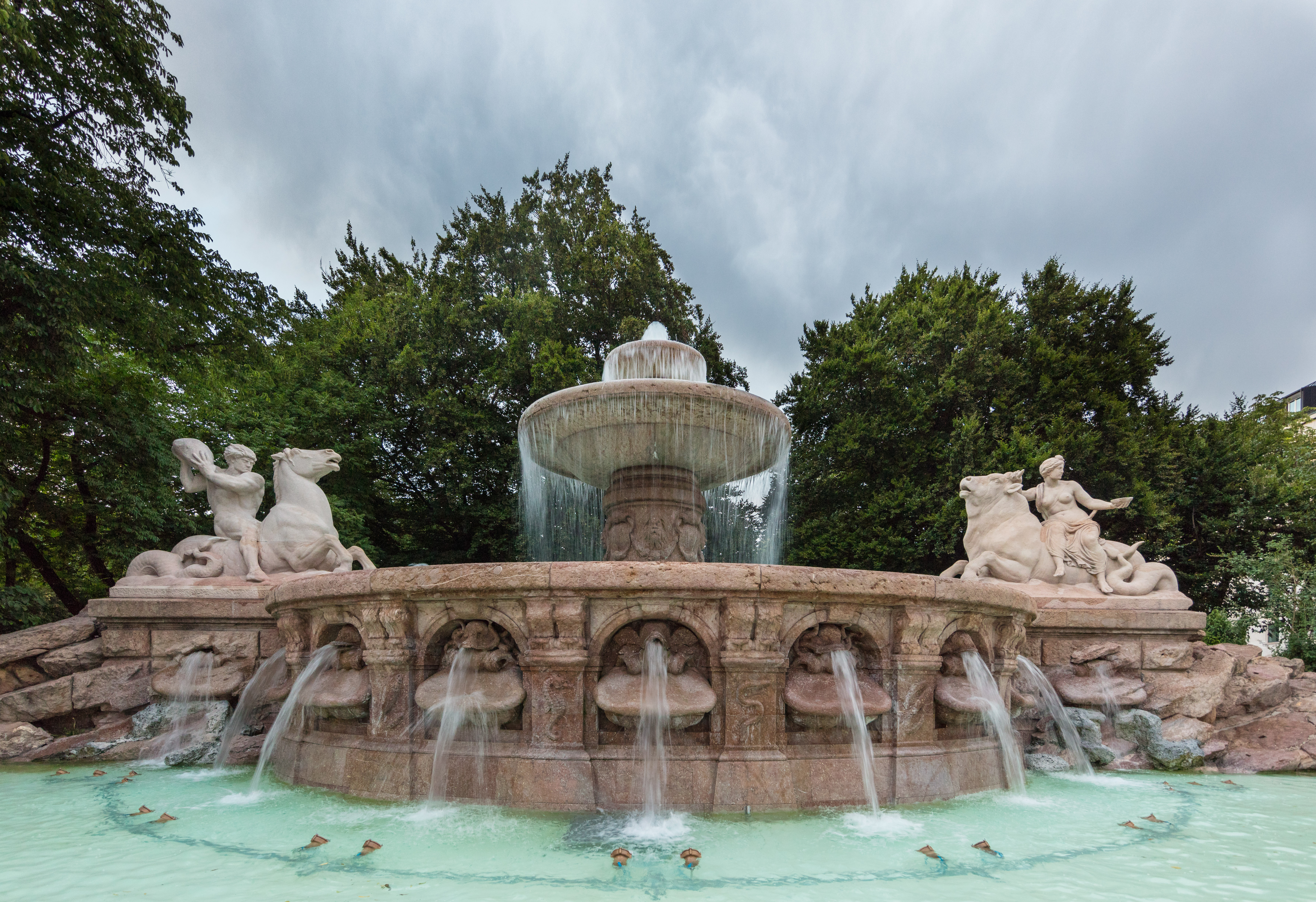
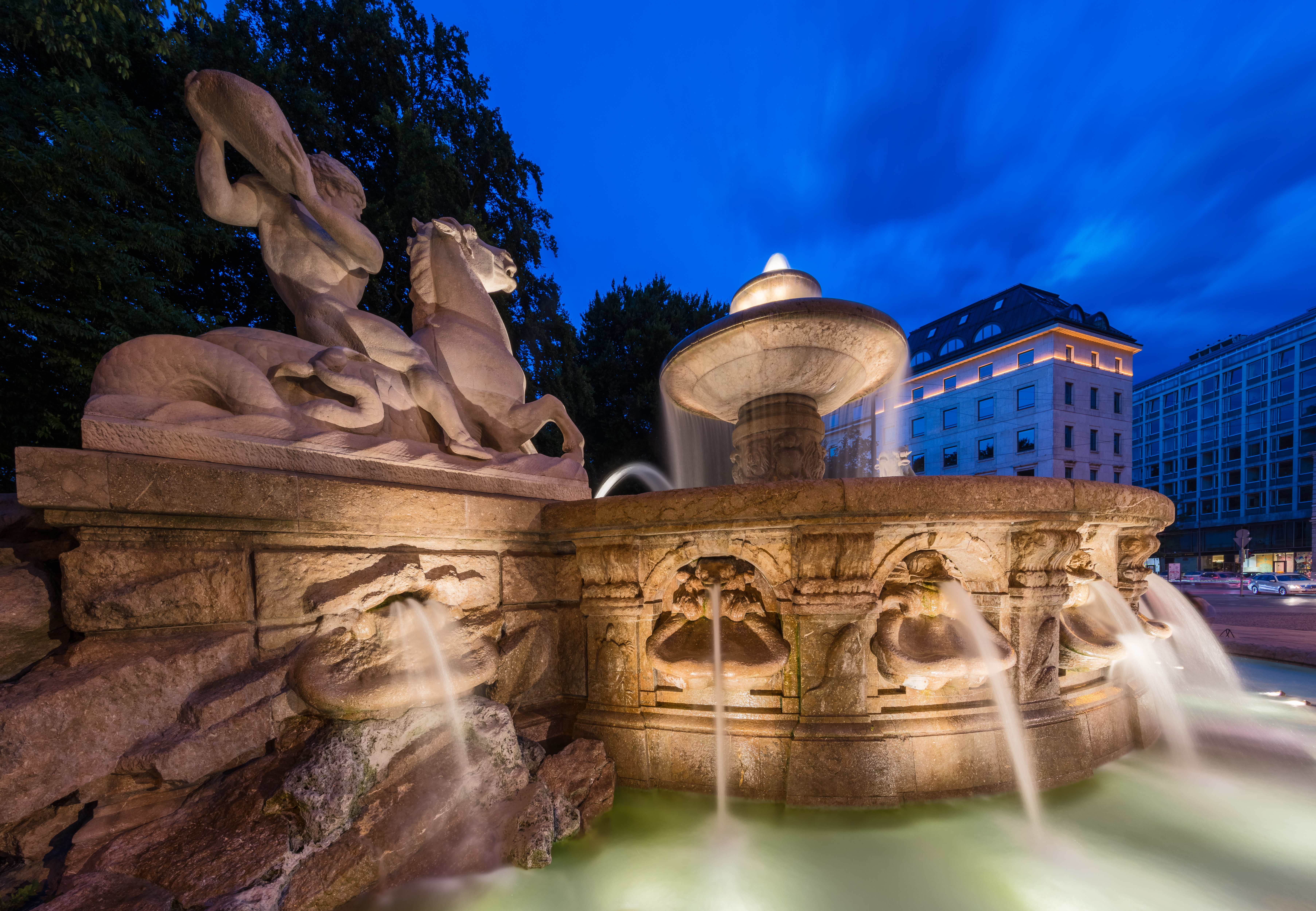
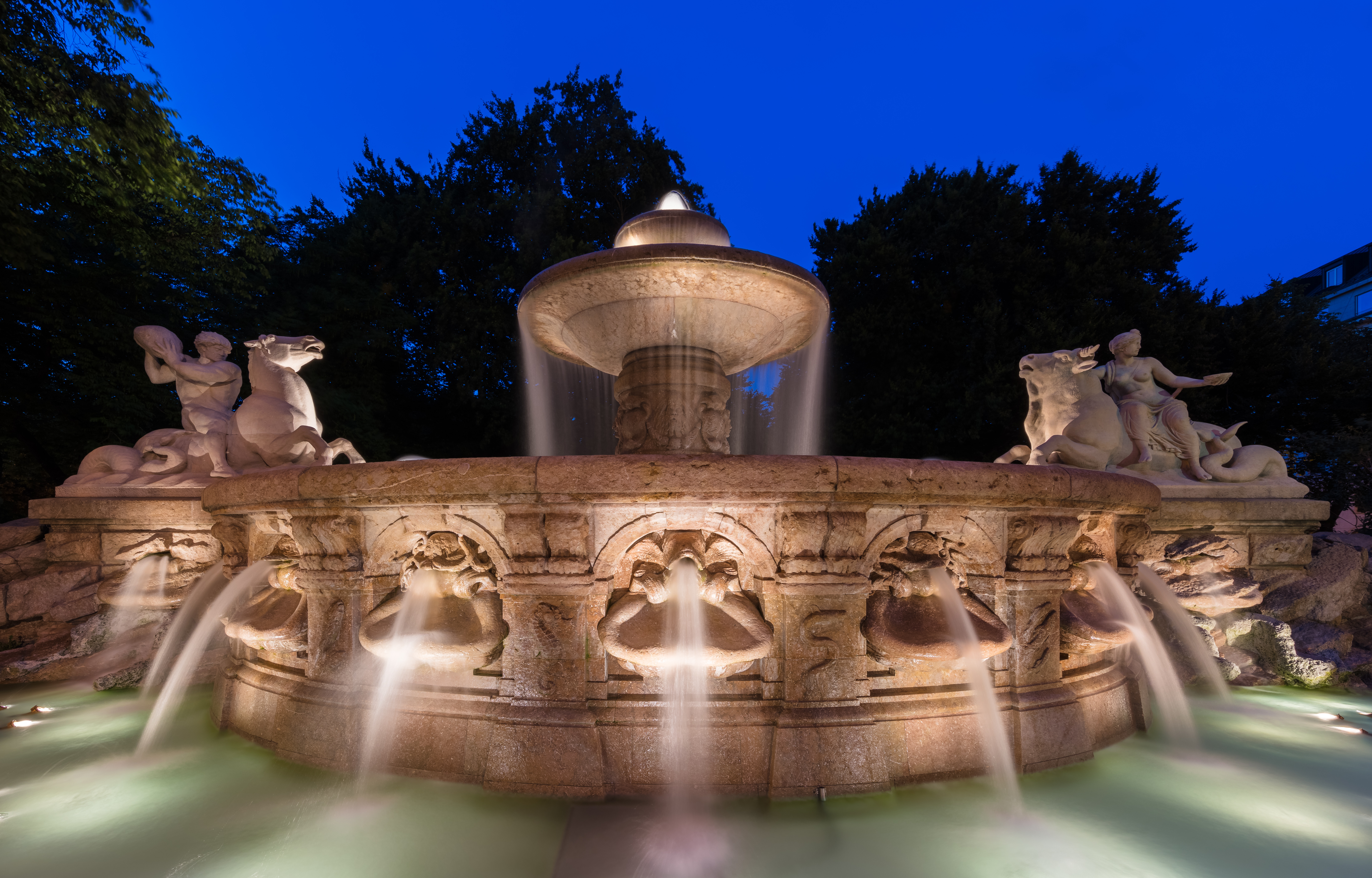
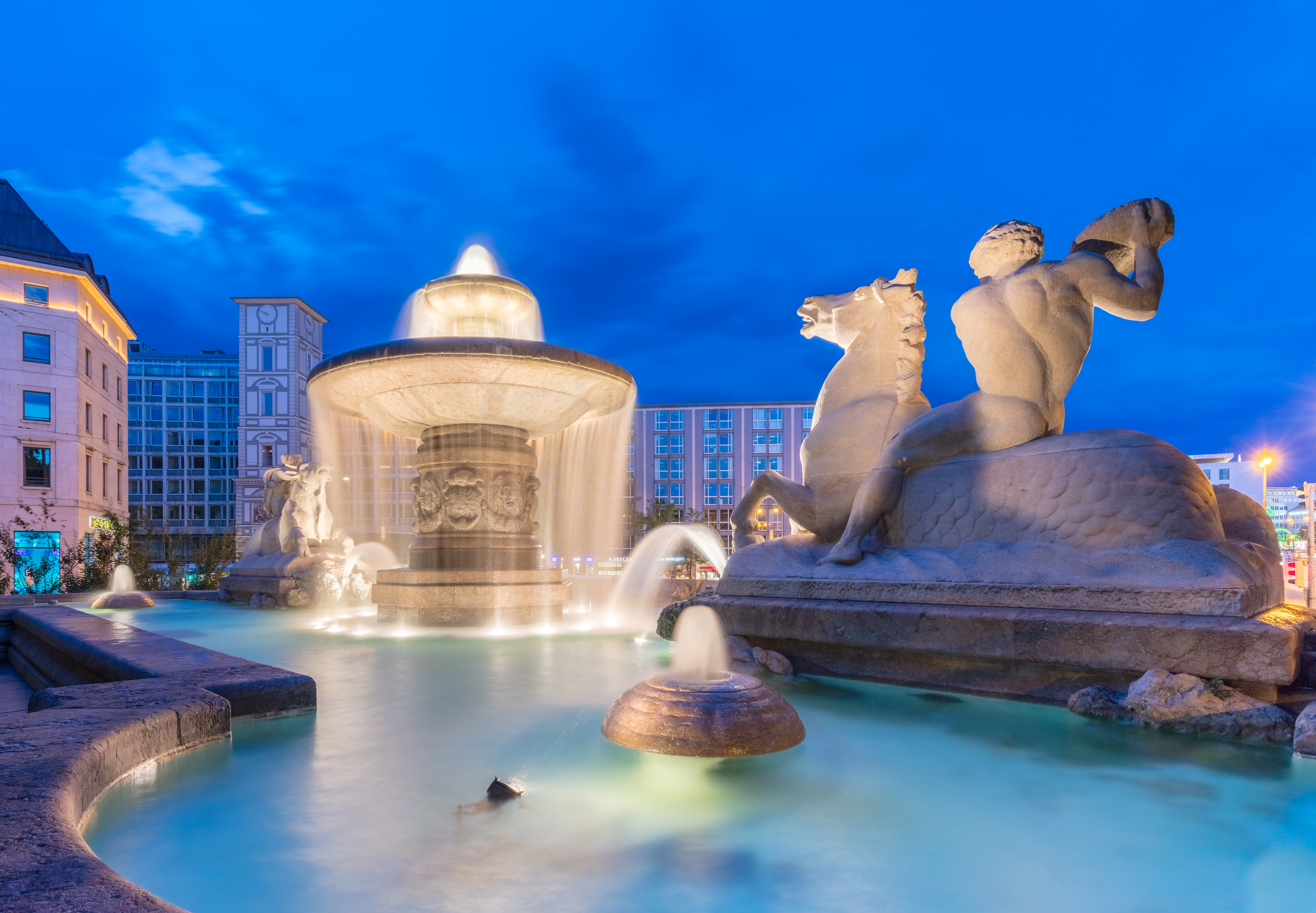